# Manuel Remón Zarco del Valle
Manuel Remón Zarco del Valle y Espinosa de los Monteros (1833-Madrid, 1922) fue un mayordomo de semana de Isabel II, bibliotecario mayor de Alfonso XII, inspector de Oficios y aposentador de la Casa Real, inspector general de los Reales Palacios de Alfonso XIII.
Los Remón Zarco eran originarios de Antequera en el siglo XVIII, uno de ellos, Antonio Remón Zarco, casó en Cuba en 1782, naciendo Antonio Remón Zarco del Valle y Huet (1785-1866), que llegó a teniente general y ministro de la Guerra, y luego Manuel Remón Zarco del Valle y Huet, bautizado éste en Antequera en 1798. Fue Manuel del Consejo de Su Majestad, Fiscal del Crimen en la Real Audiencia de Filipinas e ingresó en la Orden de Carlos III. Fue padre de Manuel Remón Zarco del Valle y Espinosa de los Monteros, que nos ocupa. Los dos primeros tuvieron un hermanastro, ya que Antonio Remón Zarco casó en segundas nupcias tras volver de Cuba, llamado Antonio Remón Zarco del Valle y Balez, nacido en 1820, de la Orden de Carlos III en 1845 y Fiscal togado del Tribunal de Guerra y Marina. Estos Zarco del Valle eran primos de los marqueses del Zarco pues a un hijo del teniente general, Mariano, se le concedió el marquesado del Zarco en 1895 en recuerdo de su padre y el enorme prestigio que adquirió.
Por tanto, Manuel Remón Zarco del Valle era de notable familia, muy conectada con la Casa Real. Por ello, el 13 de mayo de 1864 se le concede una dignidad en el Palacio Real, ser mayordomo de semana supernumerario, es decir, sin sueldo. Desde siempre había estado muy inclinado a las letras, a la erudición, y obtiene dos de los primeros premios de bibliografía de la Biblioteca Nacional de España, lo que hace valer para su futura trayectoria como servidor de la Corona.

## Bibliotecario mayor de la Real Biblioteca
Así, en febrero de 1866, solicita ser nombrado honoríficamente bibliotecario mayor de Palacio, en la Real Biblioteca, a la espera de quedar efectivamente vacante la plaza, en los siguientes términos: "me he ocupado en el estudio de la Bibliografía a la vez que cursaba con las primeras notas la carrera de Jurisprudencia y obtenido los primeros premios por obras bibliográficas en los certámenes que abre la Biblioteca Nacional, suplica se le nombre bibliotecario mayor supernumerario sin sueldo". Sin respuesta, repite la solicitud el 13 de enero del año siguiente y se le acepta finalmente, jurando el nueve de mayo de dicho año. No obstante, hubo de esperar pues por entonces era bibliotecario mayor Manuel Carnicero Weber, hasta 1873 en que deja el cargo. Tras la Revolución de 1868, de septiembre, La Gloriosa, se exilió Zarco con la Familia Real y partió a París, donde terminó de formarse bibliográficamente pues adquirió las prácticas más novedosas que entonces se desarrollaban en la gran capital europea, centro junto con Londres del estudio del libro antiguo y de la encuadernación. Antes de partir a París, en esos años sesenta, colaboró en el proyecto editorial de publicar las papeletas bibliográficas de libros raros españoles que dejó José Bartolomé Gallardo, dando lugar a los cuatro volúmenes en cuarto, aparecidos entonces, del Ensayo de una biblioteca española de libros raros y curiosos. Junto con él colaboraron otros estudiosos como Aureliano Fernández Guerra, José Sancho Rayón o el mismísismo Marcelino Menéndez Pelayo.
Tras regresar a Madrid, ocupa la anhelada plaza el 19 de febrero de 1875, al año siguiente, recibe por san Valentín la encomienda de la Orden de Carlos III siendo ya caballero de la Orden de San Juan de Jerusalén. Zarco del Valle supone un salto cualtiativo en la dirección de la Real Biblioteca con respecto a Carnicero Weber, minucioso pero sin la preparación de éste. Además, la época de Zarco es ya de consulta plena por parte de estudiosos y grandes investigadores, sobre todo de la historia literaria de España, como Marcelino Menéndez Pelayo. Gracias a las publicaciones de estos autores, donde se citaban fuentes palatinas de la Real Biblioteca, sobre todo manuscritos, empezó a ser conocida por la comunidad científica extranjera.
Zarco siempre tuvo especiales relaciones con la Familia Real, de la que era de total confianza, y, en 1893, el 27 de marzo, fue designado inspector de Oficios y aposentador de la Real Casa, para, a fines del año siguiente, ser nombrado inspector general de los Reales Palacios. Esta alta responsabilidad le hizo imposible atender la Real Biblioteca, por lo que hubo de dejar su dirección. Al morir su primo el marqués de Zarco, en 1906, se le hace mayordomo de semana de número en su sustitución, pues además le correspondía por antigüedad.
Le sucedió como bibliotecario mayor de la Real Biblioteca el conde de Las Navas, Juan Gualberto López-Valdemoro y Quesada, quien estaba en la misma desde 1890 ocupando la plaza, tras su muerte, de Juan de Coupigny y Courten, oficial en ella, como consta en el expediente de éste. Con el conde de Las Navas publicó Zarco Cosas de España, en dos deliciosos volúmenes aparecidos en 1892 y 1895, en dos series, salidos del prestigioso taller de Enrique Rasco
, entonces de moda entre los bibliófilos por su excelencia. Asimismo colaboraron juntos en el volumen de Homenaje a Menéndez Pelayo, de 1899, al cumplirse el vigésimo año de profesorado. La relación entre ambos fue en efecto buena tras dejar Zarco la Real Biblioteca en manos del segundo, y de hecho siguió contando el conde con él para el asesoramiento y la publicación de catálogos, como el de 1914 sobre Lenguas de América, que recoge veintiún manuscritos de vocabularios y gramáticas de la colección palatina procedente de José Celestino Mutis. También tradujo Zarco alguna de las obras sobre bibliografía america de Henry Harrisse, como Introducción de La Imprenta en América, con una bibliografía de las obras impresas en aquel hemisferio desde 1540 a 1600 en tirada de bibliófilo en buen papel de 125 ejemplares.
Zarco del Valle murió el 26 de diciembre de 1922 en el mismo Palacio, atendido por médicos reales, "casi nonagenario", como se dice en su expediente, y la Real Casa asumió los gastos de su entierro, que fue realizado con pompa pues una treintena de servidores palatinos acompañaron el féretro con la mayor solemnidad.